# Sammie Moreels
Sammie Moreels (Gand, 27 novembre 1965) è un ex ciclista su strada belga, professionista dal 1989 al 1996.

## Carriera
Nella sua prima stagione da professionista, il 1989, conseguì i risultati più convincenti della sua carriera. Oltre ad ottenere immediatamente i suoi primi successi da professionista, concluse al decimo posto la prima edizione della Coppa del mondo di ciclismo su strada, piazzandosi nelle posizioni che portavano punti mondiali in tre delle corse che formavano al tempo la competizione: quarto alla Liegi-Bastogne-Liegi, sesto alla Parigi-Tours e nono alla Wincanton Classic. Inoltre chiuse al quarto posto un'altra importante classica, che non faceva parte di quel circuito, la Freccia Vallone. I buoni risultati gli permisero essere convocato dalla nazionale belga per disputare i Campionati mondiali di Chambéry.
Nel 1990 ottenne il suo miglior risultato in una prova di Coppa del mondo concludendo al terzo posto il Grand Prix des Amériques in Canada, dietro Franco Ballerini e Thomas Wegmüller. Nel 1991 prese parte al Tour de France, la prima di tre partecipazioni, che però non riuscì a portare a termine. In stagione vinse due corse (Gran Premio del Canton Argovia e Cholet-Pays de Loire) e ottenne numerosi piazzamenti, facendosi notare soprattutto nel finale di stagione: a ottobre, infatti, nella settimana di avvicinamento all'ultima classica monumento, il Giro di Lombardia (poi chiuso al nono posto), fu terzo sia alla Milano-Torino che al Giro del Piemonte.
Nel 1992 vinse ad inizio stagione il Trofeo Laigueglia e si mise in evidenza alla Vuelta al País Vasco con diversi piazzamenti nei primi dieci di tappa. Prese parte nuovamente al Tour de France, che concluse, sfiorando il successo nella terza frazione, che terminava a Bordeaux: nell'occasione fu secondo, battuto in uno sprint ristretto dall'olandese Rob Harmeling. Nelle stagioni successive colse ancora qualche successo, fra cui il Kampioenschap van Vlaanderen 1993, e alcuni piazzamenti come il nono posto alla Parigi-Bruxelles dello stesso anno. Partecipò al suo terzo ed ultimo Tour de France nel 1995 ma anche questa volta non lo concluse.

## Palmarès
- 1986 (dilettanti)

Eupen-Saint Vith-Kelmis (Eupen-La Calamine)
- 1987 (dilettanti)

Roosdaal
7ª tappa, 2ª semitappa Tour du Hainaut occidental
- 1988 (dilettanti)

4ª tappa Circuit de la Sarthe
- 1989 (Lotto, due vittorie)

Grand Prix d'Isbergues
5ª tappa Tour du Vaucluse
- 1990 (Lotto, una vittoria)

2ª tappa Vuelta a Galicia
- 1991 (Lotto, due vittorie)

Gran Premio del Canton Argovia
Cholet-Pays de Loire
- 1992 (Lotto, una vittoria)

Trofeo Laigueglia
- 1993 (Lotto, due vittorie)

Kampioenschap van Vlaanderen
3ª tappa Vuelta a Andalucía (Huelma > El Ejido)
- 1994 (Wordperfect, una vittoria)

6ª tappa Fresca Classic - Milwaukee Superweek

### Altri successi
- 1989 (Lotto)

Heusden-Destelbergen (Kermesse)
- 1992 (Lotto)

Izegem Individueel (Kermesse)

## Piazzamenti

### Grandi Giri
- Tour de France

1991: fuori tempo massimo (16ª tappa)
1992: 100º
1995: fuori tempo massimo (8ª tappa)

### Classiche monumento
- Milano-Sanremo

1992: 197º
- Giro delle Fiandre

1991: 22º
1992: 33º
1994: 40º
- Liegi-Bastogne-Liegi

1989: 5º
1991: 24º
- Giro di Lombardia

1991: 9º

### Competizioni mondiali
- Campionati del mondo

Chambéry 1989 - In linea: 39º
Utsunomiya 1990 - In linea: 41º
Benidorm 1992 - In linea: ritirato
- Coppa del mondo

1989: 10º (19 punti)
1990: ? (39 punti)
1991: ? (10 punti)